# توماس هاينز
توماس هاينز (بالإنجليزية: Thomas Hynes)‏ (و. 1938 – م) هو محام، سياسي من الولايات المتحدة الأمريكية.